# Chris Walder
Christianus Paulus Cornelis (Chris) Walder (Teteringen, 8 mei 1900 – Baarn, 7 december 1997) was een Nederlands voetballer en voorganger.
Walder speelde als linksbuiten voor NAC waarmee hij in 1921 landskampioen werd. In mei 1921 werd Walder voor het eerst geselecteerd voor het Nederlands voetbalelftal. In Antwerpen was hij tegen België reserve en op 12 juni 1921 speelde hij in Kopenhagen tegen Denemarken (1-1) zijn enige interland. Hij kwam ook uit voor het Zuidelijk elftal en het Nederlands B-voetbalelftal. In december 1921 ging Walder naar  DOSKO uit Bergen op Zoom. Hij was werkzaam bij Kwatta. In 1924 werd hij overgeplaatst naar Amsterdam en ging hij voor UVV in Utrecht spelen.
Op zijn werk bij Kwatta in Amsterdam ontmoette hij Lena Elzevier. Voor haar trad Walder toe tot de Apostolische Gemeenschap en stopte begin 1925 op 24-jarige leeftijd met voetbal. In 1930 huwden zij. Walder was voor de Apostolische Gemeenschap als voorganger actief in 43 gemeenten. Dit werd in 2012 bezongen in het lied Uit liefde voor Lena op de cd Eenmaal Oranje uitgebracht door Meindert Talma. In 1996 werd Walder door NAC tot erelid benoemd.
Chris Walder was tot en met 26 december 2023 de oud-international van het Nederlands elftal die de hoogste leeftijd in datum bereikte. Kees Rijvers werd ruim twee maanden ouder.